# H. Lee Peterson
H. Lee Peterson ist ein US-amerikanischer Filmeditor, der vor allem an Animationsfilmen arbeitet.

## Leben
H. Lee Peterson begann seine Karriere bei der Produktion von Musikvideos, wo er für Künstler wie J. Geils Band, Diana Ross, Rick Springfield und The Cars arbeitete.
Seit Anfang der 1980er Jahre war er als Filmeditor tätig. Bei Filmen wie What's Up, Hideous Sun Demon, Moonwalker oder Arielle, die Meerjungfrau wirkte er als Schnittassistenz. 1990 übernahm er beim Kurzfilm Der Prinz und der Bettelknabe erstmals hauptverantwortlich den Schnitt. Danach war er bei Disney-Animationsfilmen wie Aladdin, Pocahontas, Dinosaurier oder Die Kühe sind los für den Schnitt verantwortlich. Für DreamWorks Animation arbeitete er an den drei Filmen der Madagascar-Reihe, wobei er beim dritten Teil nur als additional editor wirkte.
Peterson ist seit 1998 Mitglied der American Cinema Editors. Er ist verheiratet mit Alexandra Peterson, die unter ihrem Geburtsnamen Alex Rylance in den 1980er Jahren als Bassistin der Hard-Rock-Band „Precious Metal“ in der Musikszene von Los Angeles aktiv war. Die beiden haben zwei Kinder.

## Filmografie (Auswahl)
Editor
- 1990: Der Prinz und der Bettelknabe (The Prince and the Pauper, Kurzfilm)
- 1992: Aladdin
- 1995: Pocahontas
- 2000: Dinosaurier (Dinosaur)
- 2004: Die Kühe sind los (Home on the Range)
- 2005: Madagascar
- 2008: Madagascar 2 (Madagascar: Escape 2 Africa)
- 2023: Shimmy: The First Monkey King